# Campeonato Mundial de Ciclismo en Ruta de 1958
Los Campeonatos del mundo de ciclismo en ruta de 1958 se celebró en la localidad francesa de Reims el 30 y 31 de agosto de 1958. 
Esta fue la Primera edición en la que se disputó la categoría femenina. La luxemburguesa Elsie Jacobs se convirtió en la primera campeona del mundo en ruta de la historia. 

## Resultados
| Evento                     | Oro                                  | Oro        | Plata                           | Plata    | Bronce                          | Bronce   |
| -------------------------- | ------------------------------------ | ---------- | ------------------------------- | -------- | ------------------------------- | -------- |
| Pruebas masculinas         |                                      |            |                                 |          |                                 |          |
| Hombres - carrera en línea | Ercole Baldini · Italia              | 7h 29' 32" | Louison Bobet Francia           | + 2' 09" | André Darrigade Francia         | + 3' 47" |
| Amateur - carrera en línea | Gustav-Adolf Schur Alemania Oriental | 4h 53' 19" | Valere Paulissen · Bélgica      | -        | Henri de Wolf · Bélgica         | -        |
| Pruebas femeninas          |                                      |            |                                 |          |                                 |          |
| Mujeres - carrera en línea | Elsie Jacobs Luxemburgo              | 1h 50' 05" | Tamara Novikova Unión Soviética | + 2' 51" | Mariya Lukshina Unión Soviética | m.t.     |